# Mikhaïl Dmitrievitch Baranov
Pour les articles homonymes, voir Baranov.
Ne doit pas être confondu avec Mikhaïl Semionovitch Baranov.
Mikhaïl Dmitrievitch Baranov (en russe : Михаил Дмитриевич Баранов) est un aviateur soviétique, né le 21 octobre 1921 et mort le 15 ou le 17 janvier 1943. 
Pilote de chasse et As de la Seconde Guerre mondiale, il fut distingué par le titre de Héros de l'Union soviétique.

## Carrière
Mikhaïl Baranov est né le 21 octobre 1921 à Gorna, dans l'actuelle oblast de Léningrad. Il commença par prendre des cours de pilotage dans un aéroclub civil, avant de rejoindre l’Armée rouge en 1938. Il fut breveté pilote en 1940 à l'école militaire de l'Air de Tchougouïev.
En juin 1941, il était starchii leitenant (lieutenant) au 183.IAP (régiment de chasse aérienne), équipé de chasseurs Yak-1. Il obtint sa première victoire aérienne le 22 septembre 1941, en abattant un Messerschmitt Bf 109, suivie de deux autres victoires (un Bf-109 et un Heinkel He 126) le 30 octobre.
Il connut une certaine renommée en 1942, plus particulièrement après son combat du 6 août, au cours duquel il abattit 4 appareils allemands : 3 Messerschmitt Bf 109 et un Junkers Ju 87, le dernier par taran, abordage en plein vol auquel il survécut en sautant en parachute.
Muté peu après sur le front de la bataille de Stalingrad, au sein du 9.GuIAP (régiment de la Garde), il y trouva la mort le 17 janvier 1943, en abattant un appareil ennemi par un second taran.

## Palmarès et distinctions

### Tableau de chasse
Mikhaïl Baranov est crédité de 25 victoires homologuées, obtenues au cours de 285 missions et 85 combats aériens.
Selon les historiens russes contemporains son palmarès serait de 59 victoires homologuées, dont 31 individuelles et 28 en coopération, ainsi que 6 autres avions détruits au sol. Un autre total est avancé : 52 victoires homologuées, dont 24 individuelles et 28 en coopération.

### Décorations
- Héros de l'Union soviétique le 12 août 1942 (médaille no 578)[2]
- Ordre de Lénine
- Deux fois décoré de l’Ordre du Drapeau rouge